# Physoconops tetraspilotus
Physoconops tetraspilotus är en tvåvingeart som beskrevs av Camras 1962. Physoconops tetraspilotus ingår i släktet Physoconops och familjen stekelflugor.
Artens utbredningsområde är Kongo. Inga underarter finns listade i Catalogue of Life.